# Ha-Ogen
Ha-Ogen (hebrejsky הָעֹגֶן, doslova „Kotva“, v oficiálním přepisu do angličtiny HaOgen) je vesnice typu kibuc v Izraeli, v Centrálním distriktu, v Oblastní radě Emek Chefer.

## Geografie
Leží v nadmořské výšce 18 metrů v hustě osídlené a zemědělsky intenzivně využívané pobřežní nížině respektive Šaronské planině. Severně od kibucu protéká vodní tok Nachal Alexander.
Obec se nachází 6 kilometrů od břehu Středozemního moře, cca 34 kilometrů severovýchodně od centra Tel Avivu, cca 50 kilometrů jihojihozápadně od centra Haify a 8 kilometrů jižně od města Chadera. Ha-Ogen obývají Židé, přičemž osídlení v tomto regionu je etnicky převážně židovské.
Ha-Ogen je na dopravní síť napojen pomocí místní komunikace, jež západně od vesnice ústí do dálnice číslo 4.

## Dějiny
Ha-Ogen byl založen v roce 1947. Zakladateli vesnice byla skupina židovských přistěhovalců z Československa napojených na levicové hnutí ha-Šomer ha-ca'ir. Ta se zformovala již roku 1939 a její členové pak dočasně pobývali poblíž Kfar Saba. V roce 1947 založili vlastní osadu v nynější lokalitě. Postupně se k nim přidali i Židé z Maďarska, Rakouska nebo Itálie.
Před rokem 1949 měl kibuc rozlohu katastrálního území 1 290 dunamů (1,29 kilometru čtverečního).
Kibuc v poslední době prošel téměř úplnou privatizací a zbavil se většiny prvků kolektivismu v hospodaření. Místní ekonomika je založena na zemědělství a průmyslu. Už roku 1941 osadníci (ještě v provizorním táboře) založili dílnu, která se později vyvinula v průmyslový podnik na spotřební zboží.

## Demografie
Podle údajů z roku 2014 tvořili naprostou většinu obyvatel v ha-Ogen Židé – cca 800 osob (včetně statistické kategorie "ostatní", která zahrnuje nearabské obyvatele židovského původu ale bez formální příslušnosti k židovskému náboženství, cca 900 osob).
Jde o menší sídlo vesnického typu s dlouhodobě rostoucí populací. K 31. prosinci 2014 zde žilo 853 lidí. Během roku 2014 populace stoupla o 3,0 %.
| Rok            | 1948 | 1961 | 1972 | 1983 | 1995 | 2001 | 2003 | 2004 | 2005 | 2006 | 2007 | 2008 | 2009 | 2010 | 2011 | 2012 | 2013 | 2014 |
| -------------- | ---- | ---- | ---- | ---- | ---- | ---- | ---- | ---- | ---- | ---- | ---- | ---- | ---- | ---- | ---- | ---- | ---- | ---- |
| Počet obyvatel | 118  | 484  | 525  | 611  | 587  | 551  | 540  | 538  | 536  | 543  | 555  | 551  | 727  | 740  | 771  | 776  | 828  | 853  |